# Різдвокрай
Для статті про однойменний телесеріал, див. — Різдвокрай (телесеріал)
«Різдвокрай» (англ. NOS4A2) — третій роман американського письменника Джо Гілла. Книга була видана 30 квітня 2013 року у видавництві «William Morrow and Company». Сюжет розгортається довкола жінки, що намагається врятувати свого сина від злого вбивці з надприродними здібностями, який на її сина поклав оком.
Обмежене видання книги вийшло у видавництві «Subterranean Press»; до видання також увійшли новела «Мара», яку було вилучено з оригінального рукопису, а також альтернативна кінцівка. Видавництво «IDW Publishing» анонсувало серію коміксів під назвою «Мара: Ласкаво просимо до Різдвокраю». У серії коміксів події розгортатимуться в Різдвокраї, а її персонажами будуть персонажі з роману.
Роман «Різдвокрай» був номінований на премію Брема Стокера за найліпший роман.
2019 року за мотивами роману почав виходити однойменний телесеріал «Різдвокрай».